# Littérature du XIIe siècle
Littérature du Xe siècle - Littérature du XIe siècle - Littérature du XIIe siècle - Littérature du XIIIe siècle - Littérature du XIVe siècle

## Événements
- 1109 : les poètes juifs Jeuda ha-Levi et Abraham ibn Ezra quittent Tolède pour Cordoue et poursuivent leurs voyages à travers l’Espagne musulmane et l’Afrique du Nord[1].
- Vers 1116-1117[2] ou 1125-1135[3] : époques probables de la relation épistolaire entre Pierre Abélard et Héloïse d'Argenteuil.
- Entre 1120 et 1190 : traductions d'œuvres scientifiques et philosophiques grecques et arabes en Espagne (Tolède et d'autres villes), et en Italie (Palerme, Pise, Rome, Venise) touchant la plupart des domaines de la connaissance : mathématiques, astronomie, géographie, algèbre, médecine, chimie, pharmacie, mécanique (hydraulique, engins de levage), architecture, musique… Introduction plus complète de la philosophie grecque, principalement Aristote, redécouvert (Platon était déjà bien connu dès l'époque carolingienne). Vers 1130 à Tolède, l’archevêque Raymond de Sauvetat (1125-1152) fonde une école de traduction des manuscrits arabes en latin[4]. L’œuvre logique d’Aristote, l’Organon, est traduite dès la fin de la première moitié du siècle. Ses œuvres de philosophie naturelles sont accessibles en Europe à partir de 1160 : De la Génération et de la Corruption est traduit du grec au latin à Palerme, la Physique, Du ciel et De animalibus sont traduits par Michael Scot à Tolède avant 1220[5].

- Après 1137 : épanouissement de la poésie des troubadours sous l’influence d’Aliénor d'Aquitaine (Marcabru à Blois dès 1137, Bernat de Ventadorn en 1155, Bertran de Born en 1182, Arnaut Daniel en 1180, Rigaut de Barbezieux, Gaucelm Faidit)[6]. La mode courtoise se develloppe dans la France du Nord, notamment à la cour de la fille d’Aliénor Marie de Champagne à Troyes (1174-1204)[7] qui protège plusieurs trouvères, dont Chrétien de Troyes, Gace Brulé, Gautier d'Arras, Guyot de Provins, Huon d'Oisy, Geoffroi de Villehardouin. Vers 1170, les Minnesänger chantent principalement l'amour courtois dans les régions rhénanes, puis en Autriche et en Allemagne centrale, comme Walther von der Vogelweide[8].

- 1140 : Bernard de Clairvaux obtient la condamnation d’Abélard pour sa théologie rationaliste au concile de Sens[9].
- 1148 : après la prise de Cordoue par les Almohades, la famille de Maïmonide décide d’émigrer à Fès puis en Palestine avant de s’installer au Caire en 1165. Maïmonide y devient grand rabbin et médecin à la cour de Saladin[10].
- 1150-1210 : l'art des troubadours est à son apogée[11].
- 1160-1180 : création littéraire à la cour du roi Henri II d'Angleterre en Anjou, en Normandie et en Aquitaine[7].
- 1163-1199 : l'Almohade Abu Yaqub Yusuf fait venir à sa cour de Séville puis de Marrakech de nombreux lettrés musulmans, dont Ibn Tufayl et le célèbre Ibn Ruchd (Averroès)[12].

- 1165 : diffusion de la lettre apocryphe du Prêtre Jean[13], une lettre en latin adressée à l'empereur Manuel Ier Comnène de Byzance, qui commence à circuler dans l'entourage des rois chrétiens. Rédigée par un certain « prêtre Jean », elle décrit l'existence d'un royaume chrétien tout à l'est, Au-delà de la Perse et de l'Arménie[14], ...

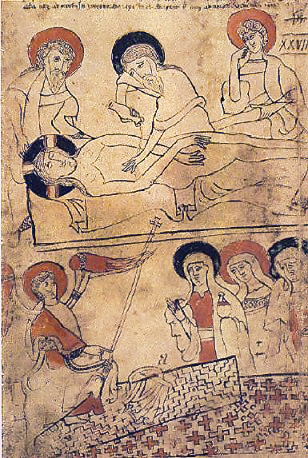
illustration du Codex Pray

- 1192-1195 : rédaction du Codex Pray, comprenant le plus ancien texte en hongrois[15].

- Mouvement des goliards ou clercs vagants au cours des XIIe et XIIIe siècles, en Europe occidentale[16]. Ce sont souvent des étudiants qui pratiquent le « vagabondage intellectuel », des clercs « évadés » de l’ordre contraignant de la société, des artistes, des poètes et des bouffons. Par leur mode de vie ils critiquent l’ordre établi, principalement l’Église[17].

## Ouvrages didactiques
- Vers 1100-1125 : Schedula diversarum artium (Traité des divers arts) consacré aux techniques de l’art est rédigé dans le premier quart du XIIe siècle par le moine Theophilus Presbyter[18].
- Vers 1120 : Liber floridus manuscrit encyclopédique enluminé rédigé par le chanoine Lambert de Saint-Omer, dont l’exemplaire autographe est conservé à la bibliothèque de l’université de Gand[19].
- Vers 1145 : De Regimine sanitatis (« Du régime de santé »), version remanié du Secretum secretorum, ouvrage centré sur la médecine, traduit en latin par Jean de Séville[20] (v.1090-1150).
- 1159-1175 : Hortus deliciarum (« Le Jardin des délices »), une encyclopédie, est composé et illustré par l'abbesse Herrade de Landsberg à l'attention de la formation des novices et moniales de son abbaye[21].

- Mikhlol, grammaire hébraïque et dictionnaire étymologique de David Kimhi (1160-1235), Juif de Narbonne[22].

### Droit
- Vers 1102-1104 : Hugues de Fleury rédige un Traité de la puissance royale et de la dignité sacerdotale (De potestate regali et de sacerdotali dignitate), dédié à Henri Ier d'Angleterre. Il y enseigne que la puissance royale vient de Dieu et non pas des hommes[23].
- Vers 1140 : publication du Décret ou Concorde des canons discordants (Concordia discordantium canonum) de Gratien (moine de Bologne) : anciens textes de droit faisant appel aux techniques de la dialectique du « pro » et « contra »[24].
- Vers 1160 :
  - les Jugements ou Rôles d'Oléron, textes de droit maritime, auraient été rédigées pour la reine Aliénor d'Aquitaine[25].
  - Constitutum Usus de Pise (code maritime)[26].

- Entre 1187 et 1189 : The Laws and Customs of the Kingdom of England, attribué à Ranulf de Glanville, en Angleterre[27] : codification des lois qui renforce l’autorité monarchique dans la juridiction criminelle et dans la détermination des droits fonciers des hommes libres.

### Théologie et philosophie
- 1121 : Theologia summi boni, traité sur la Trinité, premier livre publié par Abélard. La conception de la Trinité enseignée par Pierre Abélard est condamnée aux flammes par le concile de Soissons en mars-avril 1121[28]. Contraint par la critique à quitter l’abbaye de Saint-Denis, Abélard fonde la chapelle et l’oratoire du Paraclet près de Nogent-sur-Seine en 1122.

- 1122–1126 : Pierre Abélard écrit Sic et Non (« Pour ou contre ») thèse dialectique selon laquelle la vérité doit être obtenue en pesant soigneusement tous les aspects de chaque question[29].
- Vers 1130 : Didascalicon, manuel destiné aux étudiants, d'Hugues de Saint-Victor[30].
- 1139-1140 : Contra Petrobrusianos hereticos, « traité contre les Pétrobusien » de Pierre le Vénérable[31].
- 1141-1143 : Pierre le Vénérable, abbé de Cluny, fait traduire le coran en latin, sous le titre Lex Mahumet pseudoprophete[32].
- 1141-1181 : recueil de lettres d’Arnoul, évêque de Lisieux[33].
- 1149 : Bernard de Clairvaux commence la rédaction de son traité De Consideratione (« Considérations à Eugène III »)[34].
- Vers 1150 : De divisione philosophæ (« Traité sur la division de la philosophie ») de Dominique Gundissalvi[35] (v.1105/1110-1181).
- Vers 1155-1158  : Pierre Lombard rédige ses Sentences qui deviennent le manuel théologique de base des universités médiévales[36].
- Vers 1159 :  Policraticus de Jean de Salisbury, premier traité de philosophie politique depuis l'Antiquité[37].
- Vers 1160 : Sefer ha-Qabbalah (le « Livre de la tradition ») par Jean Avendauth[38].

- 1164-1165 : Eckbert de Schönau remet à l'archevêque de Cologne ses Sermons contre les cathares[39].

- 1168 : le philosophe et médecin juif Maïmonide termine son commentaire de la Mishnah[40].
- 1170-1180 : Maïmonide rédige sa Mishné Torah (« la répétition de la Loi »), composée de quatorze livres écrit en hébreu[41]. Maïmonide devient grand rabbin et médecin à la cour de Saladin au Caire.
- 1172 : L’Épître au Yémen, texte de Maïmonide dans lequel il apporte son soutien aux Juifs yéménites victimes de persécutions[42].

- Vers 1180-1193 : le philosophe arabe espagnol Averroès écrit son Incohérence de l'Incohérence[43].
- Entre 1181 et 1186 : De Amore, traité de l’amour courtois rédigé très probablement à la cour de Marie de Champagne, par le chapelain du roi de France, André[44].
- Vers 1190 :
  - Évangile de Miroslav, en Serbie[45].
  - Maïmonide écrit en arabe le Guide des égarés, où il cherche à harmoniser la foi et la raison en tentant de réconcilier le judaïsme rabbinique et le rationalisme aristotélicien[46].
- Vers 1192-1194 : Règles de théologie d'Alain de Lille[47].
- 1195 : Commentaire sur l’Apocalypse de Joachim de Flore[48].

### Histoire
- 1114-1142 : Orderic Vital rédige son Historia ecclesiastica[49].
- 1114-1115 : Guibert de Nogent rédige ses Mémoires[50].
- 1116 : refonte de la Chronique des temps passés par le moine Sylvestre du monastère Saint-Michel-de-Vydoubitch[51]. Vladimir II Monomaque avait retiré au monastère des Catacombes le soin de la rédiger.

- Vers 1118-1130/1140 : Chronicon ex chronicis, de Florent (mort en 1118) et Jean de Worcester, une histoire du monde basée sur le Chronicon de Marianus Scotus terminé en 1076, l'Histoire ecclésiastique du peuple anglais de Bède le Vénérable, à la Chronique anglo-saxonne rédigée au IXe siècle et, pour les années 1102-1121 à l’Historia Novorum d’Eadmer[52].

- 1119-1125 : Cosmas de Prague, doyen du chapitre de Prague, rédige en latin sa Cronica Boemorum[53].
- 1122-1133 : Ari Þorgilsson écrit l'Íslendingabók (« Livre des Islandais »)[54].
- Vers 1125 : Gesta Regum Anglorum et Gesta pontificum Anglorum (1125-1126), histoire ecclésiastique de 597 à 1125), chroniques historiques de Guillaume de Malmesbury[55].
- 1126 : De diligendo Deo (De l’amour de Dieu), un appel à aimer Dieu parce qu’il est Dieu, de Bernard de Clairvaux[56].

- Vers 1132-1134 : Historia calamitatum (Histoire de mes tribulations), autobiographie d’Abélard[57].

- 1137-1143 : Vita Ludovici (Vie de Louis VI le Gros), de Suger[58].
- Vers 1142 : Historia Novella, chronique historique sur la période 1120-1142 de Guillaume de Malmesbury[59].
- Vers 1144-1146 : Chronica sive Historia de duabus civitatibus d'Otton de Freising (1112-1158)[60].
- 1145 : rédaction du Samguk sagi en Corée, ouvrage relatant l’histoire de la péninsule[61].

- 1148 : Anne Comnène, princesse byzantine (née en 1083), fille de l’empereur Alexis Comnène, achève l’Alexiade, ouvrage historique en quinze volumes commencé vers 1118 (elle meurt après 1148)[62].
- 1156-1158 : Gesta Frederici imperatoris d'Otton de Freising (1112-1158)[63].
- 1154 : la Chronique de Peterborough, dernière version de la Chronique anglo-saxonne qui se prolonge au-delà de 1070, se termine sur un passage inachevé concernant des événements de 1154[64].
- Vers 1170 : Acta Sancti Olavi, relatant l’histoire de Saint Olaf, rédigés par l’archevêque de Norvège Eysteinn Erlendsson[65].
- Entre 1170 et 1175[66], le trouvère français Benoît de Sainte-Maure écrit sa Chronique des ducs de Normandie[67].
- 1172-1177 : Helmold écrit son Histoire des Slaves (Chronica Slavorum)[68].
- Historia de antiquitate Regum Norwagensium, du moine Theodoricus (Norvège, fin XIIe siècle)[69].
- 1196 : André de Marchiennes acheve la rédaction de l’Historia succincta de gestis et successione regum francorum, un résumé de l’« Histoire des rois de France », commandée par l’évêque d'Arras[70].

- 1198 : compilation de la Chronique de Kiev par Moïse, abbé de Saint-Michel-de-Vydoubytch[71].

## Fictions
- Babio, comédie en latin[72].

### Romans
- Vers 1110-1125 : Roman d'Alexandre d'Albéric de Pisançon composée de 105 octosyllabes[73].

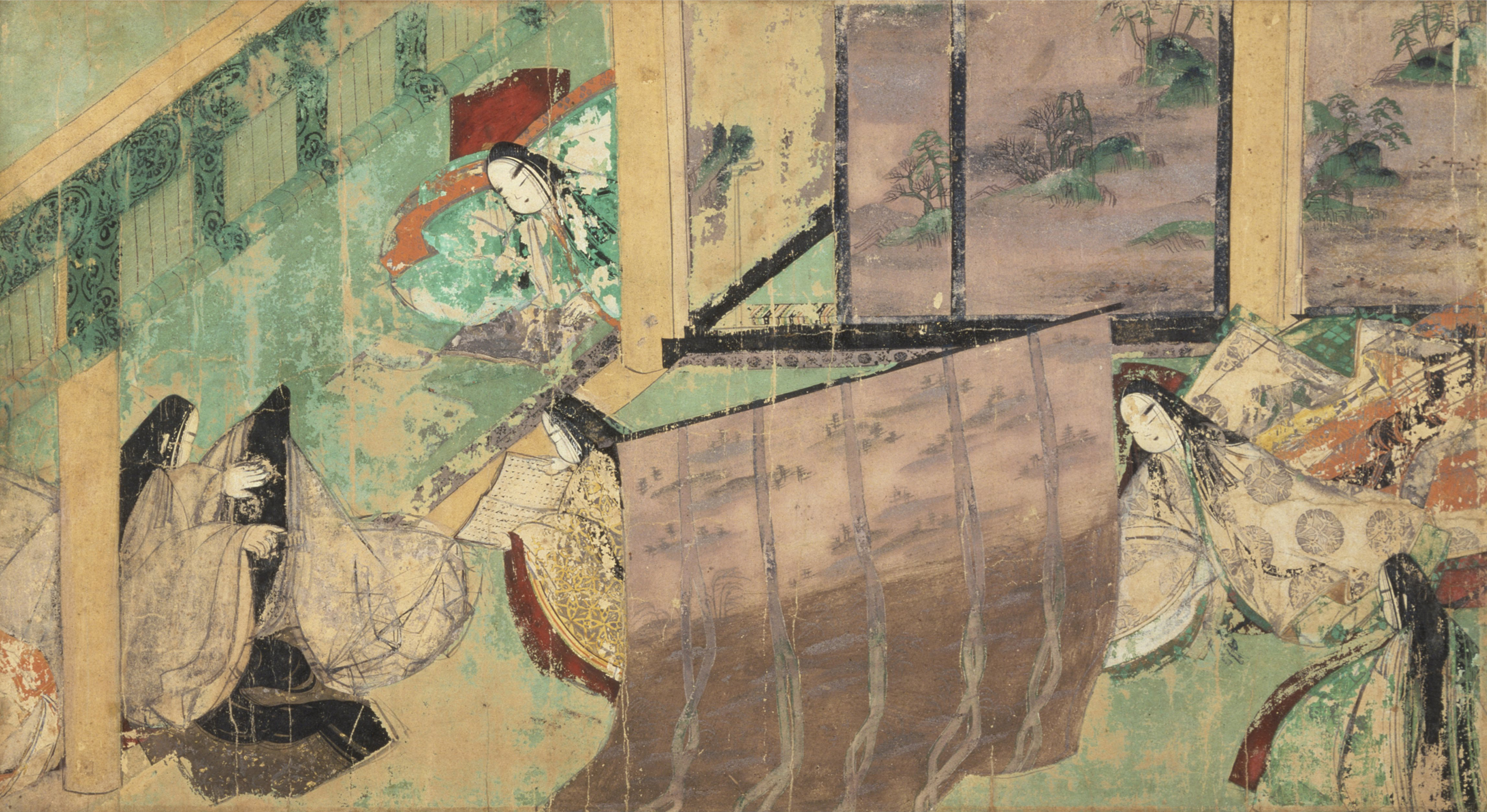
Morceau du rouleau du Genji Monogatari

- Vers 1120-1140 : Genji monogatari emaki ou « rouleau enluminé du Dit du Genji », réalisé au Japon[74]. Le choix des scènes et des couleurs fait ressortir le climat de ce roman sentimental.
- Vers 1135 : Prophetiae Merlini, de Geoffroy de Monmouth[75].

- 1136-1155 : Geoffroy de Monmouth (v. 1100-1155), évêque de St Asaph au pays de Galles, écrit son Histoire des rois de Bretagne (Historia regum Britanniae) source de la légende arthurienne[76].
- Vers 1140 : époque supposée de la composition du Cantar de mio Cid, première œuvre épique en castillan, rédigée en 1207[77].
- 1148-1153 : Ysengrimus (en), du Flamand Nivard de Gand, composé de 6 500 vers en latin[78].
- 1154–1173 : le trouvère Benoît de Sainte-Maure compose Le Roman de Troie[79].

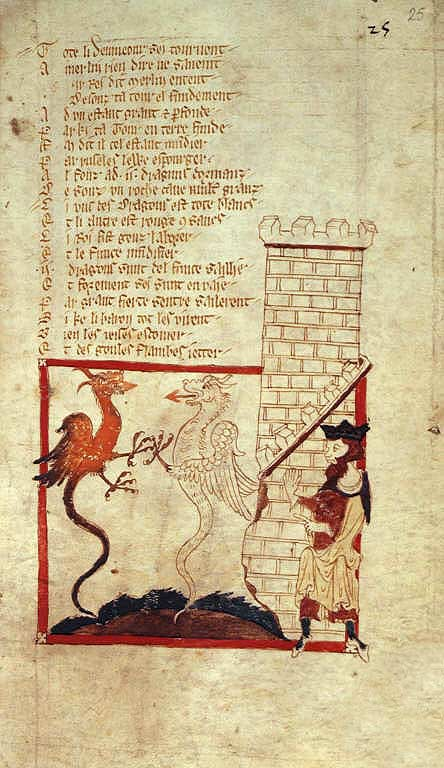
Le Roman de Brut

- Vers 1155 : Roman de Brut de Wace (v.1100-v.1173), dédié à Aliénor d'Aquitaine et contant les aventures du roi Arthur[80].
- 1160-après 1170 : le Roman de Rou de Wace[81] (v.1100-v.1173).
- Vers 1170 : Érec et Énide, premier roman de Chrétien de Troyes. Plus tard, il compose Cligès (1176), Yvain ou le Chevalier au lion, et Lancelot ou le Chevalier à la charrette (1177)[82].
- 1172 : Tristan de Thomas d'Angleterre (dite « version courtoise »)[83].
- Vers 1174-1177 : Pierre de Saint-Cloud compose les premières branches du Roman de Renart[84].
- Entre 1176 et 1181 : Lancelot ou le Chevalier de la charrette de Chrétien de Troyes[85] (1135-1185).
- 1176 : Cligès, roman de Chrétien de Troyes[86].

- Vers 1180-1203 : Hartmann von Aue compose un recueil de complaintes (Das Klagebüchlein (en), 1180/1185) et une quinzaine de poèmes d'amour ; il adapte en langue allemande des romans courtois de l’école française :Grégoirius (de) (1185/1200), Erec (1185/1190) et Iwein (1190/1203) et écrit Le Pauvre Henri, une nouvelle librement inspirée de la légende de Saint Sylvestre[87].

- 1181 : première partie du Roman de Tristan (dite « version commune ») œuvre du Normand Béroul[83].
- 1181-1190 : Chrétien de Troyes compose son Perceval ou le Conte du Graal[88].
- Vers 1190-1200 : Le Bel Inconnu de Renaud de Beaujeu[89].
- 1194 ou 1204 : Lanzelet, roman de Ulrich von Zatzikhoven[90].

### Poésie
- Vers 1100 : Chanson de Roland, chanson de geste[91].
- Vers 1100-vers 1150 : Le Pèlerinage de Charlemagne ou le Voyage de Charlemagne à Jérusalem et à Constantinople, chanson de geste rédigée par un moine de Saint-Denis, anonyme[92].
- Vers 1102 :  Guillaume IX d'Aquitaine (1071-1126), de retour de croisade, commence à composer ses Chansons, dont onze ont été conservées[93].
- Vers 1130 : Gormont et Isembart, chanson de geste[91].
- 1130-1148 : poèmes provençaux du troubadour Marcabru. Il compose Le Chant du lavoir exhortant à la croisade[94].
- Vers 1140 : Chanson de Guillaume, chanson de geste[91].
- 1148-1149 : Vita Merlini, poème de Geoffroy de Monmouth[95].

- Vers 1150 :
  - Couronnement de Louis et Charroi de Nîmes, chansons de geste[91].
  - en Allemagne, le poète de Trêves Lamprecht rédige un poème épique mémorable Le Poème d’Alexandre[73].
- 1157 : dans l'est de Java en Indonésie, Sedah et Panuluh écrivent le Bharatayuddha[96].
- Vers 1160 :
  - le troubadour Bernard de Ventadour compose ses Cansos[97].
  - l'épopée des Nibelungen est composée en Allemagne[98].
- 1160-1175 : composition des « Lais » de Marie de France[99].
- 1167-1189 : composition des « Fables » de Marie de France[99].

- 1170-1190 : Tristrant du poète allemand Eilhart von Oberge, en grande partie d'après Béroul[100].
- 1174-1178 : Livre des manières d’Étienne de Fougères, évêque de Rennes depuis 1168[101].

- Vers 1180 : Garin le Lorrain, première chanson de geste du cycle de la Geste des Lorrains[91].
- Après 1180 : Girart de Vienne, une chanson de geste de Bertrand de Bar-sur-Aube[102].

- 1190-1197 : fabliaux de Jean Bodel d'Arras, les plus anciens conservés[103].
- 1196 : début de la poésie courtoise au Portugal et en Galice (compilée dans le Cancioneiro Geral (pt))[104].

- La chanson d'Aquin, considérée comme le plus ancien poème épique composé en langue française en Bretagne[105].

## Naissances
- vers 1100 : Bernard Silvestre, philosophe français.
- vers 1100 : Geoffroy de Monmouth, évêque de St Asaph et historien anglo-normand.
- après 1100 : Wace, poète normand.
- vers 1105/1110 : Dominique Gundissalvi, archevêque de Ségovie et traducteur d'ouvrages arabe vers le latin.
- 1110 : Jean Avendauth, rabbin, médecin, historien et philosophe andalou.
- 1112 : Otton de Freising, évêque de Freising et historien germanique.
- 1115 : Jean de Salisbury, philosophe et historien anglais.
- 1135 : Chrétien de Troyes, poète français.
- vers 1140 : Simon de Freine, poète et littérateur anglo-normand
- 1180 : Gottfried von Straßburg
- 1190 : Guillaume d'Auvergne, théologien.
- vers 1193/1206 : Albert le Grand, dominicain, philosophe, théologien, naturaliste, chimiste et alchimiste germanique.
- Écrivains français nés au XIIe siècle
- Écrivains italiens nés au XIIe siècle

## Décès
- 1126 : Bernard de Chartres, évêque de Quimper et philosophe français.
- février 1141 : Hugues de Saint-Victor, philosophe et théologien germanique.
- 1143 : Guillaume de Malmesbury, chroniqueur et historien anglais.
- 1150 : Jean de Séville, mathématicien espagnol et traducteur d'Arabe.
- vers 1150 : Guillaume de Conches, grammairien et philosophe français.
- vers 1150-1155 : Thierry de Chartres, philosophe français.
- 1154 : Gilbert de la Porrée, théologien scolastique et philosophe français.
- 1155 : Geoffroy de Monmouth, évêque de St Asaph et historien anglo-normand.
- septembre 1158 : Otton de Freising, évêque de Freising et historien germanique.
- vers 1165 : Bernard Silvestre, philosophe français.
- entre 1174 et 1183 : Wace, poète normand.
- 1180 : Jean Avendauth, rabbin, médecin, historien et philosophe andalou.
- 1180 : Jean de Salisbury, philosophe et historien anglais.
- 1181 : Dominique Gundissalvi, archevêque de Ségovie et traducteur d'ouvrages arabe vers le latin.
- 1185 : Chrétien de Troyes, poète français.